# Stary kościół Narodzenia Najświętszej Maryi Panny w Warszawie (Płudy)
Stary kościół Narodzenia Najświętszej Maryi Panny – rzymskokatolicki kościół filialny należący do parafii Narodzenia Najświętszej Maryi Panny w Warszawie (dekanat tarchomiński) diecezji warszawsko-prawskiej. Znajduje się w Warszawskiej dzielnicy Białołęka, na osiedlu Płudy.

## Opis
Świątynia została wzniesiona w latach 1908–1913 w stylu neogotyku nadwiślańskiego, dzięki staraniom katolików świeckich. Inicjatorem budowy był rejent Krzysztof Kiersnowski, który ze swojego majątku wydzielił plac pod budowę świątyni. Plany zostały wykonane przez architekta Wacława Wędrowskiego. Kościół został poświęcony przez księdza Leopolda Łyszkowskiego 8 września 1913 roku. 16 września 1949 roku przy kościele została erygowana parafia przez księdza prymasa Stefana Wyszyńskiego. Została wydzielona przede wszystkim z terenu parafii św. Jakuba w Tarchominie. 15 września 1984 roku ksiądz prymas Józef Glemp konsekrował trzy dzwony, natomiast 10 września 1987 roku konsekrował kościół.

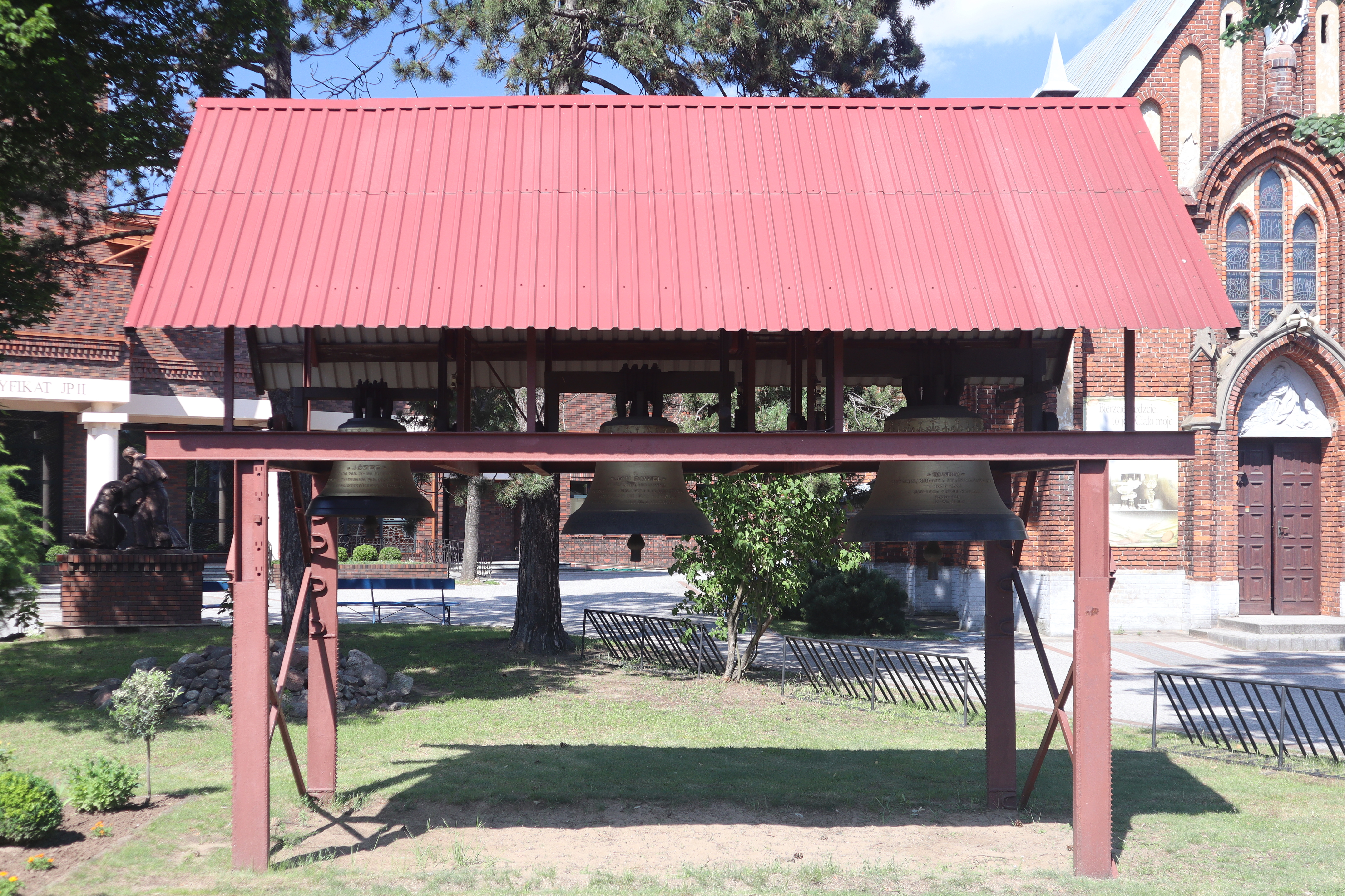
Dzwonnica

W prezbiterium jest powieszony duży krucyfiks, natomiast w bocznych ołtarzykach są umieszczone obrazy: Najświętszego Serca Pana Jezusa i Matki Bożej Częstochowskiej – namalowane przez Jana Molgę. W prezbiterium są powieszone dwa duże obrazy: Matki Bożej Siewnej – pędzla Marii Wędrowskiej oraz Matki Bożej z Dzieciątkiem – pędzla nieznanego artysty. Świątynia posiada takie elementy wyposażenia jak: stylową ambonę, konfesjonał, gipsowe stacje drogi krzyżowej oraz witraże o tematyce maryjnej - dzieło Jana Molgi i pracowni Józefa Olszewskiego.